# Вода у Африци
Вода у Африци је важно питање које обухвата изворе, дистрибуцију и економску употребу водних ресурса на континенту. Африка има око 9% светских ресурса слатке воде и 16% светске популације.  Међу њеним рекама су Конго, Нил, Замбези, Нигер и Викторијино језеро, које се сматра другим највећим језером на свету. Ипак, овај континент је други најсушнији на свету, са милионима Африканаца који и даље пате од несташице воде током целе године.
Ове несташице се приписују проблемима неравномерне дистрибуције, бума становништва и лошег управљања постојећим залихама. Понекад је мањи број људи настањен тамо где има великих количина воде. На пример, 30 процената воде на континенту лежи у сливу реке Конга у коме живи само 10 процената становништва Африке. Постоје значајне варијације у обрасцима падавина уочених на различитим местима и у различитим временима. У неким деловима региона постоје и високе стопе испаравања, што резултира нижим процентима падавина у таквим местима. Међутим, постоји веома значајна интер- и интра-годишња варијабилност свих карактеристика климе и водних ресурса, тако да, иако неки региони имају довољно воде,  подсахарска Африка се суочава са бројним изазовима везаним за воду који ограничавају економски раст и угрожавају егзистенцију њених народа. Афричка пољопривреда се углавном заснива на пољопривреди која се напаја кишом, а мање од 10% обрађеног земљишта на континенту се наводњава. Утицај климатских промена и варијабилности је стога веома изражен. Главни извор електричне енергије је хидроенергија. Брана Каињи је типичан хидроенергетски ресурс који производи електричну енергију за све велике градове у Нигерији, као и суседну земљу, Нигер. Отуда и континуирано улагање у последњој деценији, које је повећало количину произведене енергије.
Решења за захтеве воде за енергетску и прехрамбену сигурност ометају недостаци у водној инфраструктури, развоју и капацитетима управљања, како би се задовољили захтеви растућег становништва.  Ово је отежано чињеницом да Африка има најбрже стопе урбанизације на свету. Развој и управљање водама су много сложенији због мноштва прекограничних водних ресурса (реке, језера и издани). Око 75% подсахарске Африке спада у 53 међународна речна слива који прелазе више граница. Ово посебно ограничење се такође може претворити у прилику ако се потенцијал за прекограничну сарадњу искористи у развоју водних ресурса подручја. Мултисекторска анализа реке Замбези, на пример, показује да би приобална сарадња могла довести до повећања производње енергије од 23% без икаквих додатних улагања. Постоји низ институционалних и правних оквира за прекограничну сарадњу, као што су Управа реке Замбези, Протокол Заједнице за развој јужне Африке, Управа реке Волта и Комисија за слив Нила. Међутим, потребни су додатни напори како би се даље развила политичка воља, као и финансијски капацитети и институционални оквири потребни за мултилатералне кооперативне акције и оптимална решења за све.

## Извори воде

### Подземне воде
Подземне воде играју кључну улогу у одржавању залиха воде и средстава за живот у подсахарској Африци, посебно због своје широко распрострањене доступности, генерално високог квалитета и суштинске способности да ублажи епизоде суше и све веће климатске варијабилности.
Ипак, постоје ограничени доступни извори за обезбеђивање чисте воде за пиће у Африци; једно од истраживања спроведено 2007. године показало је да преко 40% Африканаца користи подземну воду као главни извор воде за пиће, посебно у земљама северне и јужне Африке.
Вода из славина водовода је и даље најважнији извор воде за пиће (39%) у урбаним срединама, али бунари постају све значајнији (24%). Светска здравствена организација је 2006. навела да је 2004. године само 16% људи у подсахарској Африци имало приступ води за пиће преко кућне везе (чесме у затвореном простору или чесме у дворишту). Чак и када постоји доступна вода на овим местима, постоји лош приступ лако доступној води за пиће јер постоји ризик од контаминације због неколико фактора. То су лоше одржавање због ограничених финансијских средстава, загађење и лоша санитарна заштита. Када се граде бунари и развијају санитарни објекти, понекад се испитивање квалитета воде не врши онолико често колико је потребно и недостаје образовање људи који користе извор воде.

### Површинске воде
Светска здравствена организација (СЗО) је 2015. године известила да око 159 милиона људи користи непречишћену површинску воду из језера, бара, река и потока широм света. Извори површинске воде у Африци су понекад веома загађени због испуштања канализације, загађења нафтом, индустријских погона итд. На пример, делта Нигера, у којој се налази већи део нигеријске нафтне индустрије, од којих се око 2 милиона барела нафте дневно извлачи из тог подручја, контаминирана је  због изливања.

## Вода, радна места и привреда
Африка је недавно прошла најбољу деценију (2005-2015)  економског раста од периода након стицања независности. Раст, међутим, није био ни инклузиван ни правичан. Према подацима Светске банке, раст БДП-а у субсахарској Африци износио је у просеку 4,5% у 2014. години, у односу на 4,2% у 2013. години, подржан континуираним улагањима у инфраструктуру, повећаном пољопривредном производњом и активним услугама.
Популација Африке је 2010. премашила 1 милијарду, а предвиђа се да ће се удвостручити до 2050.
Демографски, очекује се да ће то бити најбрже растући регион на свету са различитим растом, у зависности од подрегиона.  Штавише, раст је усмерен на младе и очекује се да ће се та компонента становништва којој ће бити потребна радна места брзо повећати и чинити 910 милиона од предвиђених две милијарде укупног становништва до 2050. године. Највећи део раста радне снаге биће у подсахарској Африци (око 90%). Стога ће потражња за пословима бити главно питање политике широм континента, који већ доживљава високу незапосленост и недовољну запосленост; штавише, ово последње покреће и миграцију унутар региона и емиграцију ка Европи и другим регионима.
Отварање радних места за овај очекивани раст становништва биће главни изазов за структурну економску и друштвену трансформацију Африке.  Процењује се да ће се 2015. 19 милиона младих људи придружити спором тржишту рада у подсахарској Африци и четири милиона у северној Африци. Очекује се да ће се потражња за пословима повећати на 24,6 милиона годишње у подсахарској Африци и 4,3 милиона у Северној Африци до 2030. године, што представља две трећине глобалног раста потражње за пословима. Незапосленост младих била је окидач за побуне, посебно у северној Африци, и довела је до социјалне и безбедносне нестабилности.
Кључни сектори зависни од воде или сродни сектори са потенцијалом да задовоље део тренутне и пројектоване потражње за пословима у Африци су социјалне услуге, пољопривреда, рибарство и аквакултура, малопродаја и угоститељство, производња, грађевинарство, експлоатација природних ресурса (укључујући рударство) и производња енергије (укључујући хидро, геотермалну и очекивано хидрауличко фрактурирање за нафту и природни гас).  Сви ови сектори у различитој мери зависе од доступности, приступа и поузданости водних ресурса. Неодговорно коришћење воде у неким секторима може створити краткорочно запошљавање, али резултирати негативним утицајима на доступност водних ресурса и угрозити будућа радна места у другим секторима зависним од воде. Климатске промене, недостатак воде и варијабилност имају директан утицај на главне секторске резултате, а тиме и на укупну економију већине афричких земаља.

## Изазови

### Несташица воде
Предвиђа се да ће несташица воде у Африци достићи опасно високе нивое до 2025. године, када се процењује да би око две трећине светског становништва могло да пати од недостатка свеже воде. Главни узроци несташице воде у Африци су физичка и економска оскудица, брз раст становништва и климатске промене. Недостатак воде је недостатак ресурса свеже воде за задовољавање стандардне потражње за водом. Иако подсахарска Африка има обилне залихе кишнице, она је сезонска и неравномерно распоређена, што доводи до честих поплава и суша. Поред тога, преовлађујући економски развој и проблеми сиромаштва, заједно са брзим растом становништва и миграцијом руралних и урбаних подручја, учинили су подсахарску Африку најсиромашнијим и најнеразвијенијим регионом на свету.
Извештај Организације за храну и пољопривреду Уједињених нација за 2012. указује да је растућа несташица воде сада један од водећих изазова за одрживи развој. То је зато што је све већи број речних сливова достигао услове оскудице воде кроз комбиноване потребе пољопривреде и других сектора. Утицаји несташице воде у Африци крећу се од здравља (посебно су погођене жене и деца) до образовања, пољопривредне продуктивности, одрживог развоја као и потенцијала за више сукоба у вези са водом.

### Утицаји климатских промена
Климатске промене ће вероватно имати значајан утицај на водне ресурсе, као што 5. Извештај о процени Међувладиног панела о климатским променама сугерише да је 7% укупне светске популације погођено смањењем доступности обновљивих извора воде са сваким степеном глобалног загревања. Очекује се да ће климатске промене појачати постојећи стрес на доступност воде у Африци, међутим овај утицај ће вероватно бити скроман у поређењу са факторима као што су раст становништва, урбанизација, раст пољопривреде и промена намене земљишта. Док ће више фактора утицати на доступност воде у Африци, климатске промене ће допринети несташици воде у Северној и Јужној Африци. У Северној Африци климатске промене могу изазвати 22% укупне несташице воде у региону. Очекује се да ће климатске промене, као и друштвено-економски покретачи интензивирати несташицу воде у јужној Африци, јер све веће температуре и променљиве падавине доводе до смањења токова у рекама широм региона. Климатске промене ће такође вероватно довести до повећаних хидролошких екстрема, као што су суше за које се очекује да ће трајати дуже и чешће се дешавати у јужној Африци, стављајући значајан нагласак на водоснабдевање. У источној Африци промене у водним ресурсима су неизвесне, пошто климатски модели у региону предвиђају или повећање или смањење укупних падавина у региону. Повећање температуре може повећати испаравање и довести до смањивања глечера и леденог покривача, што може довести до оптерећења водених ресурса. Међутим, будући пројекти указују на повећање интензитета падавина што ће вероватно довести до повећаног протока у регионима као што је слив језера Викторија.
Питање несташице воде је први пут покренуто на Конференцији Уједињених нација о животној средини и развоју у Рио де Жанеиру, у Бразилу 1992. године.

### Будућа дешавања
Вода је кључна за успех Циљева одрживог развоја у Африци. Горе наведени фактори остају есенцијални јер ће играти кључну улогу у постизању првог циља одрживог развоја који позива на окончање сиромаштва до 2030. године.
Да би Африка могла да испуни циљеве одрживог развоја и задржи импресивне стопе раста у последњих 10 година, предуслови су основна инфраструктура воде, струје и транспорта.  Без ових основа, афричке економије ће изгубити замах из прошле деценије, што ће довести до губитка не само директних послова у вези воде, већ и послова у свим другим секторима који зависе од воде.  Илустративан пример је случај Гане која се често наводи као један од најбољих примера економског опоравка у Африци.

## Послови у секторима зависним од воде
Тренутно, најважнији сектор који зависи од воде у Африци је пољопривреда, која чини основу већине економија афричких држава.  И пољопривреда која се напаја кишом и пољопривреда са наводњавањем су важни сектори који обезбеђују посао у свим афричким земљама.

### Пољопривреда
Улога пољопривреде као главног извора запошљавања опада у многим афричким земљама јер одрживи раст у многим гранама привреде доводи до повећања животног стандарда, побољшања образовања и појаве брзе миграције образоване омладине из села у град у потрази за канцеларијским пословима.  Међутим, у догледној будућности пољопривреда ће и даље бити главни извор запошљавања, посебно у афричким државама које не производе нафту. Постоји растући парадокс повећања незапослености у градовима Африке који се брзо урбанизују: недостатак радне снаге у руралним подручјима доводи до значајног смањења производње хране и повећане зависности многих афричких земаља од увоза хране.
На основу статистике Организације за храну и пољопривреду Уједињених нација, пољопривреда је била извор запослења за 49% Африканаца до 2010. године и одраз је постепеног пада од 2002. до 2010. године, што се поклапа са периодом одрживог раста БДП-а у већини афричких земаља. Упркос овом паду, очекује се да ће пољопривреда створити осам милиона стабилних радних места до 2020. на основу трендова из анализе МакКинси Глобал Института. Ако континент убрза развој пољопривреде ширењем комерцијалне пољопривреде на необрађеном земљишту и пребаци производњу са производње житарица ниске вредности на радно интензивније хортикултурне културе и усеве са већом додатом вредношћу (добар пример је Етиопија), шест милиона додатних радних места би могло бити отворено широм континента до 2020. Међутим, такве процене не узимају у обзир потенцијално расељавање или нестанак постојећих радних места. Ово би требало пажљиво проценити у смислу друштвених, економских и еколошких утицаја у укупном контексту одговорног улагања у пољопривреду.

### Здравље
Побољшање здравља у Африци је директно повезано са употребом побољшаних извора воде који доприносе смањењу болести које се преносе водом.
Према стратегији Светске здравствене организације (СЗО) за 2018–2025, неадекватна вода, санитарни услови и хигијена изазвали су 842.000 смртних случајева од дијареје у 2012. и смрти од неколико других болести, посебно у подсахарској Африци.
Колера је и даље ендемска у више од 47 земаља, а процењује се да 40-80 милиона људи у Африци живи у жариштима колере.
Агенда 21 коју су Уједињене нације усвојиле у вези са одрживим развојем на Земаљском самиту (Конференција УН о животној средини и развоју) одржаном у Рио де Жанеиру, у Бразилу, 1992. године, има за циљ да процени последице које људи имају на животну средину како би се подржале мере које су посебно усмерене на у контроли болести које се преносе водом.
Према извештају СЗО, контаминирана вода не само да може пренети болести као што је дијареја, већ и колера, дизентерија, тифус и дечија парализа.

### Рибарство
Афрички сектор рибарства и аквакултуре запошљавао је 12,3 милиона људи у 2014. и донео је 24 милијарде долара или 1,26% БДП-а свих афричких земаља, што је побољшало сигурност хране и исхрану.  Отприлике половина радника у сектору били су рибари, а остали прерађивачи (углавном жене) или аквакултурари.

### Производња и индустрија
Многе производне индустрије у Африци зависе од воде.  Удео радних места је мањи него у пољопривреди, иако се неке индустрије сматрају интензивним по потрошњи воде. У 2011. години, привреда Гане је порасла за 14% са почетком прве производње нафте. Међутим, у 2015. години очекивало се да ће стопа раста бити само 3,9%. Ово се у великој мери може приписати неуспеху да се обезбеди основна водна и енергетска инфраструктура која би задовољила потребе привреде која брзо расте. Гана је углавном зависна од хидроелектране Акосомбо на реци Волти. Због смањеног прилива услед малих падавина, хидроелектрана је 2015. радила само са половином свог капацитета  Ово су погоршали поремећаји углавном у геотермалним постројењима. У јуну 2015. сва струја је била рационисана на 12 сати укључења и 24 сата искључења. Иако је ово екстремно, појачава потребу за водном инфраструктуром да би се одржала производња и радна места у афричким економијама у настајању. Извештаји синдиката и послодаваца у Гани указују на то да је десетине хиљада стабилних послова изгубљено 2015. године, а инвестициона клима се погоршала, што је приморало Гану да поново тражи макроекономску подршку Међународног монетарног фонда. Ови инструменти политике су подржани стратегијама и програмима, укључујући Програм Ново партнерство за афрички развој, Програм за развој инфраструктуре у Африци и многи други, који укључују интегрисани развој водних ресурса Африке за друштвено-економски развој и ублажавање и искорењивање сиромаштва.

## Оквири политике

### Афрички оквир политике вода и утицај на радна места
Афрички оквир политике за сектор вода обухвата низ декларација на високом нивоу, резолуција и програма деловања о развоју и коришћењу водних ресурса континента за друштвено-економски развој, регионалну интеграцију и животну средину.  То укључује Афричку визију воде 2025 и њен Оквир деловања, ванредни самит Афричке уније о води и пољопривреди, Декларацију АУ из Шарм ел Шеика о води и санитацији, и што је најважније, Агенду 2063 – Африка коју желимо.
Ови инструменти политике су подржани стратегијама и програмима који укључују интегрисани развој водних ресурса Африке за друштвено-економски развој и ублажавање и искорењивање сиромаштва.

## Галерија
- Славина за снабдевање водом у кампу Рино. мај 2020
- Бунар у Нигерији, фебруар 2019
- Раст БДП-а у Африци и земљама у развоју, 2007 -2017.
- Пораст становништва у Африци, 1950 - 2050